# Providence Grays
Providence Grays war der Name verschiedener Major-League- und Minor-League-Baseball-Teams, die in Providence, Rhode Island beheimatet waren. Die Major League Grays waren von 1878 bis 1885 acht Jahre lang in der National League aktiv. Im Jahre 1884 gewannen die Grays die erste „alte“ World Series gegen die New York Metropolitans in einer Best-of-Three-Serie durch einen Sweep. Obwohl Providence die Serie nach 2 Siegen bereits gewonnen hatte, wurde das 3. Spiel noch ausgetragen, was in der „alten“ World Series oft der Fall war.
Das Team spielte im Messer Street Grounds. Die beiden erfolgreichsten und bekanntesten Spieler der Grays waren Monte Ward und Pitcher Charley Radbourn, der 59 Spiele in einer einzigen Saison gewinnen konnte.
Das Team war das erste Team in der Major League Baseball, welches mit William Edward White einen afroamerikanischen Baseballspieler verpflichtete, auch wenn dieser nur eine einzige Partie im Jahre 1879 für die Grays bestritt.
Das Minor-League-Team spielte von 1891 bis 1929 in der Eastern League.
Das Amateurteam, der Providence Grays Vintage Base Ball Club, spielte in Providence bis einschließlich 1998.